# إني أتهم (فلم)
إني أتهم فيلم مصري تم إنتاجه عام 1960، إخراج حسن الإمام وبطولة زبيدة ثروت وصلاح ذو الفقار وعماد حمدي.

## القصة
يربط الحب بين نعيمة وابن عمها صلاح الذي يعمل صحفيًّا، يقع حادث لنعيمة تصاب على أثره بالشلل. يطرد والدها المعلم صابر من عمله إثر مشادة بينه وبين المهندس حامد، وهو رجل مستهتر استطاع أن يغرر بسعاد أخت صديقه عباس وكيل النيابة، يطلب عباس من حامد إصلاح خطأه وتقوم مشادة بينهما
بطولة زبيدة ثروت صلاح ذوالفقار زيزي البدراوي.

## تمثيل
- زبيدة ثروت
- صلاح ذو الفقار
- عماد حمدي
- محسن سرحان
- درية أحمد
- زيزي البدراوي
- توفيق الدقن
- عبد المنعم إسماعيل
- صلاح نظمي
- نجوى فؤاد

## روابط خارجية
- مقالات تستعمل روابط فنية بلا صلة مع ويكي بيانات